# Abdur Razzaq (politique)
Abdur Razzaq (1er août 1942 – 23 décembre 2011) était un politicien bangladais et membre du conseil consultatif de la ligue Awami. Il a été Ministre des ressources en eau de 1996 à 2001 au sein du premier gouvernement de Sheikh Hasina. Il a été président de la Commission parlementaire permanente pour le ministère des Ressources en eau.
Le 24 février 1996, avant les élections controversées qui ont eu lieu ce mois-là, la police a perquisitionné sa maison ainsi que celles d'Amir Hossain Amu (en) et de Suranjit Sengupta en vertu de la loi sur les pouvoirs spéciaux, mais n'a pu le retrouver.